# Myiopharus murinus
Myiopharus murinus là một loài ruồi trong họ Tachinidae.